# Binchō-tan (manga)
Bincho-tan (びんちょうタン?, Binchōtan) è un manga di Takahito Ekusa. Il titolo rimanda al carbone chiamato appunto binchōtan: ogni personaggio principale è infatti la versione antropomorfa di un tipo di carbone, mentre il suffisso -tan è l'infantile storpiatura dell'onorifico -san. Pubblicato inizialmente da Gakken, il manga si è poi spostato sull'editore Mag Garden, che poi ne ha stampato quattro volumi tankōbon. Nel 2006 è stato trasmesso un adattamento anime di 12 episodi, ad opera dello Studio Deen.

## Trama
Bincho è una bambina che vive solitaria in mezzo alla foresta. Amica degli animali e della natura dei monti, nonostante la giovane età è autosufficiente e, come una giovane donnina, lavora saltuariamente in città per guadagnarsi quanto le serve.
Conosciuta durante le sue scampagnate in città la cara Chiku-tan, Bincho inizia via via a crearsi un gruppo di amiche, uscendo dall'isolamento in cui si è ritirata dopo la morte dell'amata nonna.

## Personaggi
Binchō-tan (びんちょうタン?)
Doppiata da Ai Nonaka
Solerte lavoratrice ed amante della natura, Bincho vive tra i boschi da sempre, prima in compagnia della nonna, poi da sola.
Anche se a volte colta da una vena malinconica, Bincho è una bambina solare. Ama particolarmente il personaggio anime Pukashuu, del quale segue le avventure ogni volta che si reca in città. Riceve spesso pacchi da un misterioso benefattore che si firma Ubamega.
Chiku-tan (ちくタン?)
Doppiata da Mai Kadowaki
Dal vulcanico ingegno e incontenibile entusiasmo, Chiku viene da una famiglia di farmacisti ed erboristi. Sebbene si rechi in città volentieri per vendere i rimedi naturali di famiglia, la sua grande passione sono le arti tecnico-manuali; ama infatti dedicarsi alle invenzioni sopra ogni cosa.
Aloe (あろえ?, Aroe)
Doppiata da Momoko Saito
Dalla caratteristica pettinatura verde e puntuta, Aloe è una comune bambina di città. Ama in particolare il nuoto e per questo ogni estate monta in giardino una piscina gonfiabile, salvo poi romperla accidentalmente coi suoi aguzzi capelli durante le nuotate mattutine.
Aloe si distingue inoltre per l'innaturale sfortuna che l'affligge, rendendola un personaggio goffo e buffo.
Ren-tan (れんタン?)
Doppiata da Rina Satou
Taciturna e solitaria miko al tempio cittadino, Ren ha una particolare predisposizione al paranormale cosicché riesce a percepire spiriti e forze vitali. Questo suo potere la favorisce nei giochi di fortuna e nelle riffe delle fiere, alle quali è solita vincere sempre il primo premio o il più costoso.
Non molto amichevole, ammira tuttavia l'impegno e la laboriosità di Bincho mentre non le dispiace la compagnia frizzante di Chiku-tan.
Kunugi-tan (クヌギたん?)
Doppiata da Sakura Nogawa
Una giovane lady di origini aristocratiche. Kunugi è stata affidata alle cure dei domestici di casa dati gli impegni lavorativi dei genitori, assenti per curare i loro affari in giro per il mondo. Scorta un giorno Bincho mentre lavorava a scuola, Kunugi ne è stata come conquistata, sviluppando come una naturale attrazione verso la misteriosa ragazza dal caschetto blu. Trovato modo di presentarlesi, Kunugi ne ha approfittato per stringere con lei amicizia e, notando che l'altra era analfabeta, insegnarle i rudimenti della scrittura, guadagnandosi la sincera riconoscenza di Bincho.

### Personaggi secondari
Chiku-rin (ちくリン?)
Doppiata da Misato Fukuen
Sorella minore di Chiku-tan, che imita per ammirazione la sorella maggiore.
Abemaki (アベマキ?)
Doppiata da Rie Kugimiya
Cugina di Bincho.
Sudajii (スダじい?)
Doppiato da Tomomichi Nishimura
Fedele maggiordomo di Kunugi-tan.
Ookushi (オーク氏?)
Doppiato da Fumihiko Tachiki
Padre di Kunigi-tan.
Pukashuu (プカシュー?)
Doppiato da Miyu Matsuki
Celebre personaggio anime di cui Bincho segue appassionatamente le avventure. Mascotte di un marchio, ha un merchandising molto diffuso al villaggio di incho.
Yuri (ゆりお母さん?)
Madre di Aloe-tan.
Doppiata da Seiko Fujiki
Saji (さじ?)
Cane abbandonato adottato da Bincho-tan e Chiku-tan.
Ubamega-san (うばめがさん?)
Misterioso benefattore che provvede a spedire pacchi regalo a Bincho-tan, durante occasioni speciali quali il compleanno della ragazza o prima dell'approssiamrsi dell'inverno.
Narrator (ナレーションのおねえタン?)
Doppiato da Kikuko Inoue

## Anime
La serie anime, composta da 12 episodi, si è posizionata 62ª nella classifica di gradimento del 2006, su indagine svolta dalla TV Asahi.

### Episodi
| Nº | Titolo italiano (traduzione letterale) Giapponese 「Kanji」 - Rōmaji                                                    | In onda          | In onda |
| Nº | Titolo italiano (traduzione letterale) Giapponese 「Kanji」 - Rōmaji                                                    | Giapponese       |         |
| 1  | La primavera si risveglia - bin 「春のお目ざめびん」 - Haru no omezame-bin                                              | 2 febbraio 2006  |         |
| 2  | Bin trova lavoro 「お仕事げっとびん」 - Oshigoto getto-bin                                                              | 9 febbraio 2006  |         |
| 3  | Il compleanno di Bin 「びんのお誕生びん」 - Bin no otanjou-bin                                                          | 16 febbraio 2006 |         |
| 4  | Domenica di pioggia 「雨の日曜びん」 - Ame no nichiyou-bin                                                              | 23 febbraio 2006 |         |
| 5  | Ricordi del kimono - bin 「着物のおもひでびん」 - Kimono no omohide-bin                                                 | 2 marzo 2006     |         |
| 6  | Un lavoro notturno - Bin 「夜のおつとめびん」 - Yoru no otsutome-bin                                                    | 9 marzo 2006     |         |
| 7  | Limonata e mele caramellate - Bin 「ラムネとりんごあめびん」 - Ramune to ringo ame-bin                                  | 16 marzo 2006    |         |
| 8  | Chiuso ed aperto - Bin 「むすんでひらいてびん」 - Musunde hiraite-bin                                                   | 23 marzo 2006    |         |
| 9  | Uno scarafaggio ti segue - Bin 「クワガタついてるびん」 - Kuwagata tsuiteru-bin                                         | 30 marzo 2006    |         |
| 10 | La stagione delle patate 「おイモの季節びん」 - Oimo no kisetsu-bin                                                     | 8 aprile 2006    |         |
| 11 | Le prime nevi, la prima slitta, il primo volo - Bin 「初雪、初ぞり、初飛行びん」 - Hatsuyuki, hatsuzori, hatsuhikou-bin | 15 aprile 2006   |         |
| 12 | Lettera per il cielo - Bin 「お空にお手紙びん」 - Osora ni otegami-bin                                                  | 15 aprile 2006   |         |

### Sigla
- Sigla di apertura:  (いろは?, Iroha) di CooRie
- Sigla di chiusura:  (びんちょう音頭?, Binchō Ondo) di Mai Kadowaki